# Белья-Уніон
Бе́лья Уніо́н (ісп. Bella Unión) — уругвайське місто, знаходиться на північно-західному кордоні департаменту Артигас, на кордоні з Аргентиною та Бразилією. Населення міста становить 13 187 мешканців (за даними перепису населення в 2004 році), більше половини з яких мають вік менше 25 років.

## Розміщення
Місто Белья Уніон знаходиться на місці злиття річок Уругвай і Куарейм. Координати: 30°15'00" Пд.ш., 57°34'60" Зх.д. Висота над рівнем моря становить 47 метрів. Навпроти міста Белья Уніон, перетинаючи річку Уругвай, знаходиться місто Монте Касерос (Аргентина), а на півночі, перетинаючи Куарейм, знаходиться місто Барра до Куараі (Бразилія). У місці, де зливаються річки Уругвай і Куарейм, трохи більше кілометра на північний захід від центру Белья Уніон знаходиться селище Франкія.

Клімат: субтропічний, за рік випадає приблизно 1450 мм рт. ст. опадів. Середня температура в червні становить 13,5 °C, а в січні — 26,2 °C.

## Історія
У доіспанську добу тут встигли покочувати племена чарруа, богани та мінуани, до того як береги річок були колонізовані племенем ґуарані.

У 1694 році япеюанці заснували тут стоянку Сан-Хосе-дель-Куарейм, але через атаки бандейрантів її розвиток було зупинено. Місто з ім'ям Белья Уніон було засноване після Бразильської війни в 1829 році Фруктуосо Рівера і ґуаранцями, що приховувалися від єзуїтів. У 1853 році місто було перейменоване в Санта Роса де ла Белья Уніон дель Куарейм. Тут були розвинені вирощування цукрової тростини та овочів.

## Економіка
Головні продукти, що виготовляються на території Белья Уніон: цукрова тростина, овочі та рис. Також тут присутні виноробні господарства.
| Прапор Уругвайу | Це незавершена стаття про Уругвай. Ви можете допомогти проєкту, виправивши або дописавши її. |